# In Dream
In Dream è il quinto album in studio del gruppo musicale britannico Editors, pubblicato il 2 ottobre 2015.
L'album è stato anticipato dal brano No Harm, pubblicato il 17 aprile 2015 mentre l'album era ancora in lavorazione.
Nel disco sono presenti alcune parti vocali cantate da Rachel Goswell, componente degli Slowdive, nei brani Ocean of Night, The Law e nella traccia bonus Oh My World.

## Tracce
1. No Harm – 5:06
2. Ocean of Night – 5:05
3. Forgiveness – 3:44
4. Salvation – 5:02
5. Life Is a Fear – 4:24
6. The Law (feat. Rachel Goswell) – 4:51
7. Our Love – 5:18
8. All the Kings – 4:53
9. At All Cost – 4:54
10. Marching Orders – 7:45

Tracce bonus nell'edizione deluxe
1. Alternative: Forgiveness – 5:17
2. Alternative: No Harm – 3:39
3. Oh My World – 4:24
4. Alternative: Our Love – 3:38
5. Alternative: Life Is a Fear – 5:03
6. Harm – 2:24

Tracce bonus nell'edizione giapponese
1. Marching Orders (Michael Price Rework) – 5:37
2. Alternative: Oh My World – 3:29

## Classifiche

### Classifiche settimanali
| Classifica (2015) | Posizione massima |
| ----------------- | ----------------- |
| Australia         | 91                |
| Austria           | 15                |
| Belgio (Fiandre)  | 1                 |
| Belgio (Vallonia) | 5                 |
| Francia           | 47                |
| Germania          | 11                |
| Irlanda           | 14                |
| Italia            | 11                |
| Paesi Bassi       | 1                 |
| Portogallo        | 25                |
| Regno Unito       | 5                 |
| Spagna            | 38                |
| Svizzera          | 7                 |

### Classifiche di fine anno
| Classifica (2015) | Posizione |
| ----------------- | --------- |
| Belgio (Fiandre)  | 24        |
| Belgio (Vallonia) | 145       |
| Paesi Bassi       | 66        |
| Classifica (2016) | Posizione |
| Belgio (Fiandre)  | 97        |